# Graeme Randall
Graeme Randall (ur. 14 marca 1975) – brytyjski judoka. Dwukrotny olimpijczyk. Zajął 33. miejsce w Atlancie 1996 i odpadł w 1/8 w Sydney 2000. Walczył w kategorii 78–81 kg. Złoty medalista mistrzostw świata w 1999 i piąty w 1997 i 2001. Trzeci na mistrzostwach Europy w 1999 roku. Triumfator igrzysk Wspólnoty Narodów w 2002, gdzie reprezentował Szkocję.
- Turniej w Atlancie 1996 – 78 kg

W pierwszej rundzie przegrał z Shay-Orenem Smadją z Izraela i odpadł z turnieju.
- Turniej w Sydney 2000 – 81 kg

Pokonał Abdesselema Arousa z Tunezji i przegrał z Kazemem Sarichanim z Iranu.